# الخلاف السلفي الأشعري
الخلاف السلفي الأشعري يختلف السلفية والأشاعرة في بعض مسائل العقيدة خاصةً باب الأسماء والصفات، ومسائل استواء الله على العرش وجهة العلو. ومسائل الحقيقة والمجاز.
الصراع بين الأثرية أو أهل الحديث أو الحنابلة أو السلفية وبين الأشاعرة قديمٌ ومتجذر وليس حديثًا أو طارئًا مع ظهور السلفية المعاصرة، وتتحدث كتب التراجم والتاريخ عن معارك وفتن اشتعلت بين الجانبين. فقد صارع الأشاعرة الحنابلة في مسائل في العقيدة منها: الاستواء ورؤية الله في الآخرة وتفسير الصفات،  وحدثت عدة فتن بينهم، من أشهرها ما سماها السبكي بفتنة الحنابلة،  وسماها الحنابلة كابن رجب الحنبلي وابن الجوزي بفتنة ابن القشيري،  وذكر ابن رجب مضمون ذلك فقال:«أن أبا نصر القشيري ورد بغداد سنة 469 هـ، وجلس في النظامية، وأخذ يذم الحنابلة وينسبهم إلى التجسيم، وكان المتعصب له أبو سعد الصوفي، ومال إلى نصره أبو إسحاق الشيرازي، وكتب إلى نظام الملك الوزير يشكو الحنابلة ويسأله المعونة، فاتفق جماعة من أتباعه على الهجوم على الشريف أبي جعفر في مسجده، والإيقاع به، فرتب الشريف جماعة أعدهم لرد الخصومة إن وقعت، فلما وصل أولئك إلى باب المسجد رماهم هؤلاء بالآجر، فوقعت الفتنة، وقتل من أولئك رجل من العامة وجرح آخرون وأخذت ثياب، وأغلق أتباع ابن القشيري أبواب سوق مدرسة النظام وصاحوا: المستنصر بالله يا منصور - يعنون العبيدي الفاطمي صاحب مصر - وقصدوا بذلك التشنيع على الخليفة العباسي وأنه ممالئ للحنابلة، ولاسيما والشريف أبو جعفر ابن عمه». ويقول محمد أبو زهرة في كتابه تاريخ المذاهب الإسلامية: «وقد كانت المعارك العنيفة تقوم بينهم وبين الأشاعرة، لأنهم كانوا يظهرون حيث يكون للأشاعرة قوة لا تنازع، فتكون بين الفريقين الملاحاة الشديدة، وكل فريق يحسب أنه يدعو إلى مذهب السلف.»

## التعريف

### أهل السنة والجماعة
مصطلح أهل السنة له إطلاقان عام وخاص فالمراد بالعام ما يكون في مقابل الشيعة، فيدخل فيه من عداهم من الفرق الإسلامية كالأشاعرة والماتريدية. وعليه يصح تقسيم المسلمين إلى سنة وشيعة. قال ابن تيمية:
 والمراد بالخاص ما يكون في مقابل أهل البدع والمقالات المحدثة كالشيعة والخوارج والجهمية والمعتزلة والمرجئة والأشاعرة والماتريدية وغيرهم، فهؤلاء لا يدخلون في مفهوم أهل السنة بالإطلاق الخاص. قال ابن تيمية:
أطلق مصطلح أهل السنة قبل ظهور أبو الحسن الأشعري على جميع المُحدثين الذين كانوا يرون أنفسهم أنهم أصحاب الحديث النبوي، رواته وجامعوه والمدافعون عنه والعاملون بمضمونه كما اختص جماعة آخرون بهذا اللقب كعبد الله بن سعيد الكلاب وأبي العباس أحمد بن عبد الرحمن القلانسي والحارث بن أسد المحاسبي وذلك لقيامهم بالرد على عقائد المعتزلة وتفنيد آرائهم. ولكن بعد القرن الرابع الهجري عرف هذا اللقب أهل السنة اصطلاحاً جديداً يقول أحمد أمين:«سمي الأشعري وأتباعه والماتريدي وأتباعه بأهل السنة وقد استعملت كلمة أهل بدل النسبة فقالوا أهل السنة أي السنيين.»
والسُنة في أهل السنة تحتمل أحد معنيين إما أن تكون السنة بمعنى الطريقة أي أنَّ أهل السنة إتبعوا طريقة الصحابة والتابعين في تسليمهم بالمتشابهات من غير خوض دقيق في معانيها بل تركوا علمها إلى الله، وإمّا أن تكون السنة بمعنى الحديث، أي أنهم يؤمنون بصحيح الحديث ويقرونه من غير تحرز كثير وتأويل كثير كما يفعل المعتزلة.
إن المفهوم الاصطلاحي الجديد لأهل السنة سيعني بعد ظهور الأشعري وانتشار مذهبه في الآفاق، مدرسة كلامية في العقائد تقابل مدرسة الاعتزال وسيكون لها منهجها الخاص في تناول العقائد وترتيبها وتفريعها والدفاع عنها ولم يكن لأهل الحديث مدرسة فكرية عقائدية متكاملة أو مدونة يجتمعون عليها قبل الأشعري وتلامذته. وأما لفظ الجماعة فقد أضيف إلى هذا اللقب أهل السنة بدافع سياسي، يريدون به الإشارة إلى العام الذي استولى به معاوية بن أبي سفيان على الخلافة وتصالح مع الحسن بن علي بشروط، فقد سمي ذلك العام بعام الجماعة، وقد تنادى لهذا المعنى كل من يؤمن بشرعية خلافة الخلفاء الأربعة، ولا يرى وجود النص التعييني على الإمامة أو الخلافة، عكس ما يذهب إليه الشيعة وخصوصاً الإمامية منهم.
قال تاج الدين السبكي في شرح عقيدة ابن الحاجب: «اعلم أن أهل السنة والجماعة كلهم قد اتفقوا على معتقد واحد فيما يجب ويجوز ويستحيل، وإن اختلفوا في الطرق والمبادي الموصلة لذلك، أو في لِمِّية ما هنالك. وبالجملة فهم بالاستقراء ثلاث طوائف الأول: أهل الحديث ومعتمد مباديهم: الأدلة السمعية أعني: الكتاب، والسنة، والإجماع. الثانية: أهل النظر العقلي والصناعة الفكرية وهم: الأشعرية، والحنفية. وشيخ الأشعرية: أبو الحسن الأشعري، وشيخ الحنفية: أبو منصور الماتريدي، وهم متفقون في المبادي العقلية في كل مطلب يتوقف السمع عليه، وفي المبادي السمعية فيما يدرك العقل جوازه فقط، والعقلية والسمعية في غيرها، واتفقوا في جميع المطالب الاعتقادية إلا في مسألة التكوين ومسألة التقليد. الثالثة: أهل الوجدان والكشف؛ وهم الصوفية، ومباديهم مبادي أهل النظر والحديث في البداية، والكشف والإلهام في النهاية». وذكر السفاريني «أهل السنة والجماعة ثلاث فرق: الأثرية: وإمامهم أحمد بن حنبل، والأشعرية: وإمامهم أبو الحسن الأشعري. والماتريدية: وإمامهم أبو منصور الماتريدي، وأما فرق الضلال فكثيرة جدا». وقال في كتاب العين والأثر: أهل السنة والجماعة ثلاث طوائف هم الأشاعرة والحنابلة والماتريدية.

### الأثرية أهل الحديث
الطريقة الأثرية هي التي تستند على الأثر، والأثر في اللغة بقية الشيء، والمأثور ما ينقله خلف عن سلف،  والأثرية من أهل الحديث عند علماء الكلام يطلق على العلماء الذين اعتمدوا في مسائل العقيدة على الأثر الذي يقوم على النقل والأخذ بالأدلة السمعية أي: الكتاب والسنة والإجماع، والأثرية يُثبتون لله ما جاء في القرآن والسنة النبوية من أسماء وصفات من غير تعطيل ولا تحريف ولا تبديل ولا تأويل ولا تشبيه ولا تمثيل،  فيقول ابن تيمية: «فما وصف الله من نفسه وسماه على لسان رسوله ﷺ سميناه كما سماه، ولم نتكلف منه صفة ما سواه - لا هذا ولا هذا - لا نجحد ما وصف، ولا نتكلف معرفة ما لم يصف.»،  ويقول: «وقد علم أن طريقة سلف الأمة وأئمتها إثبات ما أثبته من الصفات من غير تكييف ولا تمثيل، ومن غير تحريف ولا تعطيل.»،  كما يُنكرون على المشبِّهة، اتباعًا لاتفاق السلف على ذمهم، قال ابن تيمية: «فلا ريب أن أهل السنة والجماعة والحديث وغيرهم متفقون على تنزيه الله تعالى عن مماثلة الخلق، وعلى ذم المشبهة الذين يشبهون صفاته بصفات خلقه، ومتفقون على أن الله ليس كمثله شيء لا في ذاته ولا في صفاته ولا في أفعاله.»

#### قواعد الأثرية في باب الأسماء والصفات
- وجوب معرفة الله بأسمائه وصفاته بالسمع لا بالعقل.[22]
- لا يُتَجاوز القرآن والحديث في باب الأسماء والصفات، [23] أن يوصف الله بما وصف به نفسه أو وصفه به رسوله، وبما وصفه به السابقون الأولون لا يتجاوز القرآن والحديث؛ قال الإمام أحمد رضي الله عنه: «لا يوصف الله إلا بما وصف به نفسه، أو وصفه به رسوله صلى الله عليه وسلم، لا يتجاوز القرآن والحديث.» ومذهب السلف: أنهم يصفون الله بما وصف به نفسه، أو بما وصفه به رسوله، من غير تحريف ولا تعطيل، ومن غير تكييف ولا تمثيل، ويعلم أن ما وُصِفَ الله به من ذلك فهو حق ليس فيه لغز ولا أحاجي، بل معناه يعرف من حيث يعرف مقصود المتكلم به، لا سيما إذا كان المتكلم أعلم الخلق بما يقول، وأفصح الخلق في بيان العلم وأفصح الخلق في البيان والتعريف والدلالة والإرشاد، وهو سبحانه مع ذلك ليس كمثله شيء لا في نفسه المقدسة المذكورة بأسمائه وصفاته ولا في أفعاله .[24]
- أسماء الله وصفاته تثبت بخبر الآحاد.[25]
- وجوب إثبات نصوص الصفات وإجرائها على ظاهرها مع نفي الكيفية والتشبيه عنها، [26][27]
- ظاهر نصوص الصفات ما يتبادر إلى العقل السليم من المعاني، وهو يختلف بحسب السياق، وما يضاف إليه الكلام.[28][29]
- الإجماع حجة في باب الأسماء والصفات.[30]
- الفطر السليمة موافقة لما جاءت به الشريعة من إثبات أسماء الله وصفاته.[31]
- كل ما اتصف به المخلوق من صفات كمال لا نقص فيها فالخالق أولى بها، وكل ما ينزه عنه المخلوق من صفات نقص لا كمال فيها فالخالق أولى بالتنزه عنها.[32]
- دلالة الأثر على المؤثر حجة في باب الأسماء والصفات.[33]
- المنقول الصحيح لا يعارضه معقول صريح قط.[34]

### الأشاعرة
مثّل ظهور الأشاعرة نقطة تحول في تاريخ أهل السنة والجماعة التي تدعمت بنيتها العقدية بالأساليب الكلامية كالمنطق والقياس. وإلى جانب نصوص الكتاب والسنّة، فإن الأشاعرة استخدموا الدليل العقلي في عدد من الحالات في توضيح بعض مسائل العقيدة، وعمل أبو الحسن الأشعري في الرد على المعتزلة صاغ منهجا يقوم على أساس إثبات العقائد الدينية بالأدلة السمعية والعقلية، ويعتمد على منهج الأئمة السابقين، على قاعدة أن النقل هو الأساس وأن العقل خادم للنقل ووسيلة لإثباته والبرهان على صحته. وجمع ما تفرق من كلام علماء أهل السنة والجماعة، وأيد النقل بالعقل، وأبطل مغالطات وأباطيل المعتزلة وغيرها، وقارن ذلك ظهور أبو منصور الماتريدي فيما وراء النهر، وقام بعمل مماثل لعمل لعمل أبي الحسن الأشعري. واختلف الأشاعرة بالأساس مع الأثرية في العقيدة وفي ذات الله خاصةً باب الأسماء والصفات، ومسائل استواء الله على العرش وجهة العلو. ومسائل الحقيقة والمجاز.

## التاريخ

### خلفية تاريخية
في بداية العهد الأموي ونتيجة لاختلاط المسلمين بسكان المناطق المفتوحة التي دخل فيها الدين الجديد وخاصة الفرس والرومان وغيرهم ودخول غالبية هذه المناطق إلى الإسلام، انتشرت الأفكار الفلسفية بين المسلمين حيث كان بالعراق والشام الكثير من المدارس الفلسفية ذات الاتجاهات الفكرية المختلفة، كما كان لبلاد فارس الكثير مثلها قبل الفتح الإسلامي، وقد تعلم الفلسفة بعض العرب في هذه المدارس كالحارث بن كلدة وابنه النضر ولما جاء الإسلام في تلك الأصقاع وجد من سكانها من يجيدون العلوم الفلسفية ومنهم من كان يعلم المسلمين مبادئها، وكان للسريان العمل البارز الظاهر في ذلك. ونتيجة لدخول هذه الفلسفات المختلفة في الإسلام برز في علم الكلام الإسلامي الكثير من البحوث والمسائل العقلية والتي لم يعرفها المسلمون سابقًا نتيجة لالتزامهم الحرفي بالنصوص الدينية الموجودة في القرآن الكريم والسنة النبوية وخاصة في المسائل المتعلقة بالإيمانيات أو ما عُرف لاحقًا بمسائل العقيدة مثل قِدم كلام الله أو حدوثه والمسائل المتعلقة بحرية الإرادة الإنسانية وصفات الله، وهل هي عين الذات أم منفصلة عنها وغيرها، ونتيجة لهذه البحوث واعتناق المسلمين لهذه الأفكار تكونت في الإسلام المذاهب الكلامية مثل المعتزلة والمرجئة والجهمية وغيرها. يعود سبب لجوء المسلمين إلى علم الكلام لظهور الآراء المبتدعة في أواخر القرن الثاني والقرن الثالث من الهجرة خصوصاً في المسائل الإيمانية (العقدية) مثل التشبيه والتجسيم وغيرها من المقالات. في بداية القرن الثاني للهجرة ظهر الكثير من الشخصيات الفكرية التي أثارت الجدل بين المسلمين مثل غيلان الدمشقي ومعبد الجهني اللذان دافعا عن اختيار الإنسان وحريته مقابل التيار الجبري الذي أدعى أنه لا دخل للإنسان في اختياره لعمله، والذين كان أبرزهم الجهم بن صفوان الذي دعا إلى جانب عقيدة الجبر إلى تأويل آيات الصفات كلها والجنوح إلى التنزيه البحت ونفى أن يكون لله صفات زائدة عن ذاته، وقال أيضا باستحالة رؤية الله في يوم القيامة وذهب أيضاً إلى خلق القرآن وبذلك يكون الجهم بن صفوان من أوائل من استخدموا المنهج العقلي في تفسير العقائد الدينية.
يرى كثير من الباحثين المسلمين أن المعتزلة هم الذين أوجدوا علم الكلام في الإسلام بسلاح خصومهم في الدين، ذلك أنه في أوائل القرن الثاني للهجرة ظهر أثر من دخل في الإسلام من اليهود والنصارى والمجوس والدهرية، فكثير من هؤلاء أسلموا ورؤوسهم مملوءة بأديانهم القديمة وسرعان ما أثاروا في الإسلام المسائل التي كانت تثار في أديانهم التي تسلحت بالفلسفة اليونانية والمنطق اليوناني في مواجهتها وتنظيم طريق بحثها، كل ذلك دعا المعتزلة إلى التسلح بالعقل والفلسفة اليونانية لمجادلتها جدالاً علمياً يعتمد على سلاح العقل والمنطق والبرهان، وكان من أشهر رجال المعتزلة في استخدام سلاح الفلسفة أبو الهذيل العلاف وإبراهيم بن سيار النظام والأديب الجاحظ وغيرهم. كانت للمعتزلة الكثير من العقائد التي خالفت السائد بين التيارات النصوصية في الإسلام وأبرزها اعتقادهم بحدوث الكلام الإلهي وإثبات الحسن والقبح العقليين والاعتقاد بخلق الإنسان لأفعاله وغيرها.
في أواخر القرن الثالث الهجري حدث تحول كبير في مسيرة علم الكلام الإسلامي وساهم في إنشاء طائفة كلامية تشكل الأغلبية بين المسلمين اليوم، وذلك عندما اعتكف أحد أبرز وجوه المعتزلة واحد أبرز تلامذة أبو علي الجبائي وهو الإمام أبو الحسن الأشعري في منزله مدة يعيد فيها دراسة عقائد المعتزلة ومقارنتها مع ما يذهب إليه المحدثون في أمور العقيدة، وخرج بعدها إلى الناس يعلن فيها براءته من مذهب المعتزلة وقال: «وانخلعت من جميع ما كنت اعتقد كما انخلعت من ثوبي هذا»،  ثم كتب عقيدته في كتاب الإبانة عن أصول الديانة وافق فيها المحدثين في أغلب ما ذهبوا إليه في أمور العقيدة من الاعتماد على المنهج النقلي في البحث. وخلافًا للمحدثين كأحمد بن حنبل فقد أجاز أبو الحسن الأشعري البحث والاستدلال واستخدام المنطق في أصول الدين والعقيدة، وقد دعم رأيه بأدلة من الكتاب والسنة وألف في ذلك كتابًا عنوانه رسالة في استحسان الخوض في علم الكلام. من أبرز الشخصيات الأشعرية التي أعطت للعقل مجالاً واسعاً في فهم النص أبو بكر الباقلاني وإمام الحرمين الجويني الذي تحدث بشكل مفصل عن المنهج العقلي وأسسه العلمية في كتابه الشامل في أصول الدين. شهدت المدرسة الأشعرية تحولاً كبيراً في عهد الإمام الغزالي الذي أعطاها صبغة صوفية وخفف قليلاً من نزعتها المتجهة إلى العقل، ثم تغلب عليها الجانب الفلسفي على يد المفسر والمتكلم الفخر الرازي، ثم ظهر المتكلم والفيلسوف الشيعي نصير الدين الطوسي الذي أعطى لعلم الكلام صبغة فلسفية شبه كامله وتأثر به الكثير من متكلمي الأشاعرة والمعتزلة مثل القاضي عضد الدين الإيجي وسعد الدين التفتازاني والشريف الجرجاني بحيث يمكن القول إن الفكر الأشعري بعد الطوسي ابتعد عن الخط الأصلي لهذه المدرسة وما زال الفكر الأشعري إلى يومنا ينتقل بين الفلسفة والنقل وبين التفويض والتأويل.
إلى جانب ظهور المذهب الكلامي الأشعري الذي بدأ يسود الاتجاه السني في الإسلام بعد غروب شمس المعتزلة، برز اتجاه فكري في علم الكلام الإسلامي اتخذ موقفًا وسطًا بين الأشاعرة والمعتزلة،  ولكنه ظهر تحت مظلة أهل السنة وهو الاتجاه الماتريدي. وقد وافق أبو منصور الماتريدي المعتزلة في كثير من المسائل ذات الاتجاه العقلي العملي مثل القول بالحسن والقبح العقليين وقبح التكليف بما لا يطاق واعتبار الحكمة في الفعل الإلهي والعدل ونفي نسبة الظلم عن الله تعالى ولكنه وافق الأشاعرة في نظرية الكسب معتبرًا الله هو خالق الفعل الإنساني ولكنه خالفهم بالقول بحرية الإنسان بشكل تام في قدرة الكسب وأنه هو الذي يقوم بالفعل بمحض إرادته.
وذكر أبو الفتح الشهرستاني (479 هـ/ 548 هـ) في كتابه: «الملل والنحل» أن المعتزلة لما بالغوا في التنزيه فأنكروا صفات ثابتة بالنص أطلقوا عليهم معطلة، وأن السلف لما كانوا من مثبتي الصفات كانوا يسمونهم الصفاتية، وأن بعض السلف بالغوا في إثبات الصفات فوقعوا في التجسيم، وذكر منها بدعة محمد بن كرام السجستاني،  وقال الشهرستاني أيضًا: «اعلم أن السلف من أصحاب الحديث لما رأوا توغل المعتزلة في علم الكلام ومخالفة السنة التي عهدوها من الأئمة الراشدين ونصرهم جماعة من أمراء بني أمية على قولهم بالقدر وجماعة من خلفاء بني العباس على قولهم بنفي الصفات وخلق القرآن تحيروا في تقرير مذهب أهل السنة والجماعة في متشابهات آيات الكتاب الحكيم وأخبار النبي الأمين ﷺ». قال: «فأما أحمد بن حنبل وداود بن علي الأصفهاني وجماعة من أئمة السلف فجروا على منهاج السلف المتقدمين عليهم من أصحاب الحديث مثل: مالك بن أنس ومقاتل بن سليمان وسلكوا طريق السلامة فقالوا: نؤمن بما ورد به الكتاب والسنة ولا نتعرض للتأويل بعد أن نعلم قطعًا أن الله عز وجل لا يشبه شيئًا من المخلوقات وأن كل ما تمثل في الوهم فإنه خالقه ومقدره.».

### الخلاف الحنبلي الأشعري
صارع الأشاعرة الحنابلة في مسائل في العقيدة منها: الاستواء ورؤية الله في الآخرة وتفسير الصفات،  وحدثت عدة فتن بينهم، من أشهرها ما سماها السبكي بفتنة الحنابلة،  وسماها الحنابلة كابن رجب الحنبلي وابن الجوزي بفتنة ابن القشيري،  وذكر ابن رجب مضمون ذلك فقال:«أن أبا نصر القشيري ورد بغداد سنة 469 هـ، وجلس في النظامية، وأخذ يذم الحنابلة وينسبهم إلى التجسيم، وكان المتعصب له أبو سعد الصوفي، ومال إلى نصره أبو إسحاق الشيرازي، وكتب إلى نظام الملك الوزير يشكو الحنابلة ويسأله المعونة، فاتفق جماعة من أتباعه على الهجوم على الشريف أبي جعفر في مسجده، والإيقاع به، فرتب الشريف جماعة أعدهم لرد الخصومة إن وقعت، فلما وصل أولئك إلى باب المسجد رماهم هؤلاء بالآجر، فوقعت الفتنة، وقتل من أولئك رجل من العامة وجرح آخرون وأخذت ثياب، وأغلق أتباع ابن القشيري أبواب سوق مدرسة النظام وصاحوا: المستنصر بالله يا منصور - يعنون العبيدي الفاطمي صاحب مصر - وقصدوا بذلك التشنيع على الخليفة العباسي وأنه ممالئ للحنابلة، ولاسيما والشريف أبو جعفر ابن عمه». ويقول محمد أبو زهرة في كتابه تاريخ المذاهب الإسلامية: «وقد كانت المعارك العنيفة تقوم بينهم وبين الأشاعرة، لأنهم كانوا يظهرون حيث يكون للأشاعرة قوة لا تنازع، فتكون بين الفريقين الملاحاة الشديدة، وكل فريق يحسب أنه يدعو إلى مذهب السلف.»
ودخل بغداد أبو القاسم البكري سنة 475 هـ وجلس في المدرسة النظامية ليتكلم على مذهب الأشعرية ثمّ أصرّ على أن يعظ بجامع المنصور وهو بؤرة الحنابلة ومكان تجمعهم وقتئذ، وذهب المسجد في حراسة الشرطة، وهاجم الحنابلة، ورماهم بالكفر، وقال:«وما كفر سليمان ولكن الشياطين كفروا، وما كفر أحمد بن حنبل إنما كفر أصحابه» فرماه الحنابلة بالآجر. وفي سنة 566هـ نصَر محمد البروي مذهب الأشعرية وأهان الحنابلة قائلا:«لو كان لي أمر لوضعت عليهم الجزية.» وبادلهم الحنابلة نفس المعاملة وأكثر. وامتدّ التكفير ليشمل كلّ الطوائف والفرق، فدخل أبو يوسف القزويني المعتزلي على نظام الملك وفي مجلسه أبو محمد التميمي الحنبلي ورجل آخر أشعري فقال له مازحًا:«قد اجتمع عندك رؤوس أهل النار، قال: كيف؟ قال: أنا معتزلي، وهذا مشبه، وذاك أشعري، وبعضنا يكفّر بعضا.»
بل دخل التكفير داخل البيت الواحد فاستأذن عميد الملك الكندري وزير طغرلبك وكان حنفيا متعصبا وماتريديا في العقيدة، استأذن السلطان سنة 445 هـ في لعن الرافضة على منابر خراسان فأذن له، فأمر بلعنهم وأضاف إليهم الأشعرية. فالتكفير وإن كان بين الأشعرية والماتريدية فهو ليس كالذي بين الأشعرية والحنابلة إلا أنه يُثبت أنّه واردٌ من حيث المبدأ مع وجود البيئة الحاضنة له. وتدخلت السلطات السياسية تهدئة أو تأجيجًا حسب طبيعة صراعها ورؤيتها التكتيكية للأحداث، فعلى سبيل المثال فقد أمر طغرلبك الحنفيّ الماتريديّ بالقبض على زعماء الأشعرية في خراسان ونفى آخرون منهم، إلى أن هوجم السجن من جماعة من الأشعرية وأخرجوا من فيه من المعتقلين، فغضب طغرلبك وأمر بالقبض على الشيخ أبي سهل ابن الموفق الأشعري الذي تولى كبر مهاجمة السجن وسُجن، وصودرت أمواله. واستمر التضييق على الأشعرية حتى تُوفي طغرلبك سنة 455 هـ.

## الخلاف
الخلافات السلفية الأشعرية خلافات قديمة تتمحور في معظمها حول جملة من قضايا الاعتقاد، من أبرزها منهجية الاستدلال على العقائد وتقريرها، فالأشاعرة يعطون للعقل دورا مركزيا في الاستدلال على العقائد وهي من المذاهب الإسلامية التي اهتمت كثيرا بعلمي المنطق وعلم الكلام تأليفا وتدريسا، على عكس المدرسة السلفية التي حذرت من علم الكلام ونهت عن دراسته وتدريسه في تقرير العقائد وتدريسها. منهجية التعامل مع الصفات الإلهية هي كذلك من مواضع الاختلاف الرئيسية بين الطرفين، ففي الوقت الذي يرى فيه الأشاعرة أن النصوص الواردة في الصفات الإلهية الخبرية (كالوجه واليد والعين والساق والنزول والاستواء) لا يمكن حملها على الظاهر، إذ لا بد من صرفها عن ظاهرها إما بتفويض علمها إلى عالمها أو تأويلها بتأويلات سائغة من جهة اللغة وفق رؤيتهم، يعتقد السلفيون وجوب حمل تلك النصوص على ظاهرها وفهمها على مقتضى معناها في لسان العرب من غير تحريف ولا تأويل ولا تكييف ولا تمثيل.
- أسماء الله وصفاته: يرى السلفيون أثبات كل ما جاء من صفات وأخبار في حق المولى في القرآن الكريم والسنة النبوية من غير تأويل ولا تفسير بغير الظاهر، فهم يثبتون لله المحبة والغضب والسخط والرضا والنداء والكلام والنزول إلى الناس في ظل من الغمام، ويثبتون الاستقرار على العرش، والوجه واليد. ويضيفون إلى ذلك عبارات مثل من غير تكييف ولا تشبيه. وهم يقصدون بالظواهر الظواهر الحرفية، لا الظواهر ولو مجازية. وقد خالفهم في ذلك الغزالي أيضاً الذي قال في كتابه إلجام العوام عن علم الكلام بأن هذه الألفاظ التي تجري في العبارات القرآنية والأحاديث النبوية لها معان ظاهرة، وهي الحسية التي نراها وهي محالة على الله، ومعان أخرى مجازية يعرفها العربي من غير تأويل. وقد بين أبو الحسن الأشعري في أول أمره في كتابه الإبانة بأنه يدين بما عليه الإمام أحمد بن حنبل وأنه يأخذ بظواهر النصوص في الآيات الموهمة للتشبيه من غير أن يقع في التشبيه في نظره، فهو يعتقد أن لله وجهاً، ولا كوجه العبيد، وأن لله يداً لا تشبه يد المخلوقات. فهو قد صرح بالتفويض بأن فرض اليد ونفى التشبيه، ولكن يظهر أنه قد رجع عن هذا الرأي الذي أبداه متحمسّاً لمناقضة المعتزلة، إذ جاء في اللمع أنه قرر تأويل اليد بالقدرة كما فعل المعتزلة وغيرهم.[12] بينما اشتغل الأشاعرة بتأويل نصوص الإيمان خاصة ما يتعلق بإثبات زيادته ونقصانه، وعطلوا آيات الصفات، وفي التقصي عن مسائل الخلاف بين الأشاعرة والماتريدية أنفسهم؛ فقد جاوزت الستين في الأصول والفروع.[10]
- القضاء والقدر: خالف ابن تيمية وهو احد أئمة السلفية الأشاعرة وجاهر بمخالفتهم في مسألة الجبر والاختيار واعتبرهم جبرية وقد أخذ عليهم تفريقهم بين الفعل في ذاته والكسب، فاعتبروا الفعل مخلوقاً لله إذ اعتبروا الكسب للعبد، ويقرر ابن تيمية أن الكسب إن كان مجرد اقتران فهو لا يصلح مناطاً لتحمل المسؤولية واستحقاق العقاب والثواب، وإن كان فعلاً له تأثير وتوجيه وإيجاد وأحداث وصنع وعمل، فهو مقدور للعبد وفعل له، فإن قلت إنه (أي الكسب) لله فهو أخذ بالجبرية، وإن قلت للعبد فهو اعتزال (أي التفويض الذي تقول به المعتزلة في هذه المسألة). وأما خلاصة ما كان يراه ابن تيمية أمام نظرية الكسب التي يقول بها الاشاعرة فهو يرى أن أفعال العبد تنسب إليه لقدرة فيه وتنسب إلى الله باعتبار ان الله خلق هذه القدرة فهو سبب الأسباب.
- أفعال الله: في مسألة أفعال الله يقول الاشاعرة إن الله خلق الأشياء لا لعلة ولا لباعث، لأن ذلك يقيد إرادة الله، والله سبحانه خالق كل شيء وفوق كل شيء، (لا يسأل عمّا يفعل وهم يسألون). وأما السلفية وقدوتهم ابن تيمية فيقولون إن الله خلق الخلق وأمر بالمأمورات ونهى عن المنهيات لحكمة محمودة.
- التوسل والزيارة: اختلافهما في مسائل منها التوسل والزيارة أي زيارة مراقد الأولياء والتشفع، فقد منع السلفيون من ذلك واعتبروا الإتيان بهذه الأمور بحد البدعة والشرك، وجعلوها من المسائل التي ترتبط بالتوحيد في العبادة. واما الاشاعرة فيرون جواز ذلك، واستدلوا له بالأحاديث والأخبار وسيرة الصحابة والعلماء وما عليه جمهور الامة منذ عهد رسول الله ﷺ إلى اليوم.
- مصدر التلقي: مصدر التلقي عند الأشاعرة هو العقل. فقد صرح أئمتهم بتقديم المعقول على المنقول، بينما قدّم السلف المنقول على المعقول ويرون أن الوحي هو مصدر التلقي.[10]
- التوحيد: التوحيد عند الأشاعرة نفي التثنية أو التعدد، ونفي التبعيض والتركيب والتجزئة، أما التوحيد وما يقابله من الشرك كما هو الشأن عند السلف فليس لهم عناية به.[10]
- الإيمان: الإيمان عندهم هو التصديق، واختلفوا في النطق بالشهادتين بينما الإيمان عند السلف قول واعتقاد وعمل.[10]
- القرآن: فرق الأشاعرة بين لفظ القرآن ومعناه، فمعناه قديم واللفظ حادث، ثم أحدثوا ما يسمى بالكلام النفسي خلافا لما عليه السلفيون القائلين بأن القرآن كلام الله لفظا ومعنى.[10]
- الكسب: الأشاعرة قالوا بالكسب، ومآل القائلين به القول بالجبر. خلافا لما عليه السلف.[10]
- السببية: أنكر الأشاعرة باء السببية في القرآن. فكل من قال بأن النار تحرق بطبعها أو هي علة الإحراق فهو كافر عندهم، خلافا لما عليه السلفيون.[10]
- التنزية: من لوازم التنزيه عند الأشاعرة نفي أن يكون لشيء من أفعال الله علة مشتملة على حكمة، حتى أنهم أنكروا كل لام تعليل في القرآن، خلافا لما عليه السلفيون.[10]